# Juncus falcatus
Juncus falcatus là một loài thực vật có hoa trong họ Juncaceae. Loài này được E.Mey. mô tả khoa học đầu tiên năm 1823.